# لويس رينيه لو فاسور
لويس رينيه مادلين لو فاسور، كونت لاتوش تريفيل (بالفرنسية: Louis-René Madelaine Le Vassor, comte de Latouche-Tréville؛ 3 يونيو 1745 – 19 أغسطس 1804)، كان ضابطًا في البحرية الفرنسية وسياسيًا فرنسيًا، خدم في حرب الاستقلال الأمريكية، والحروب الثورية الفرنسية، والحروب النابليونية.

## حياته المبكرة
وُلد لاتوش-تريفيل في مدينة روشفور الفرنسية لعائلة تنتمي إلى الطبقة النبيلة، وبدأ مسيرته البحرية في سن مبكرة عام 1761.

## المشاركة في حرب الاستقلال الأمريكية
شارك في حملة البحرية الفرنسية لدعم المستعمرات الأمريكية ضد بريطانيا، وكان من بين الضباط الذين خدموا في الكاريبي وعلى سواحل أمريكا الشمالية. ساهمت قيادته في العمليات البحرية في تعزيز موقف التحالف الفرنسي-الأمريكي ضد البريطانيين.

## دوره في الحروب الثورية والنابليونية
خلال الحروب الثورية الفرنسية، حافظ لاتوش تريفيل على ولائه للجمهورية وخدم بجدارة في عدد من المعارك البحرية. عُيّن لاحقًا من قبل نابليون بونابرت لقيادة الأسطول في تولون، حيث أوكلت إليه مهمة حماية السواحل الفرنسية وإعداد الأسطول لخطط غزو بريطانيا.

## وفاته
توفي لاتوش-تريفيل فجأة في تولون في 19 أغسطس 1804 أثناء خدمته الفعلية، ودفن في مارسيليا. أثار موته قلقًا لدى نابليون، حيث فقد أحد أكثر ضباطه خبرة وثقة في التحضير للغزو البحري لبريطانيا.